# Mount Henderson (Holme Bay)
Mount Henderson ist ein 970 m (nach australischen Angaben 951 m) hoher, massiger Berg im ostantarktischen Mac-Robertson-Land. Er ragt 8 km südöstlich der Holme Bay und ebensoweit nordöstlich des Nordendes der Masson Range aus dem Eisschild auf.
Entdeckt wurde er bei der British Australian and New Zealand Antarctic Research Expedition (1929–1931) unter der Leitung des australischen Polarforschers Douglas Mawson, der ihn nach dem australischen Beamten Walter Henderson (1887–1986) benannte, einem Mitglied des australischen Antarktiskomitees im Jahr 1929.